# Río Murray
El río Murray (en inglés, Murray River) es uno de los principales ríos de Australia, que recorre 2508 km, desde que nace en la Gran Cordillera Divisoria hasta que desemboca en el océano Índico, cerca de Adelaida; sin embargo, con uno de sus afluentes, el río Darling, el sistema Murray-Darling alcanza los 3672 km.
Después de nacer en los Alpes Australianos, atraviesa el sudeste del país y desemboca en el océano Índico cerca de Adelaida después de que hayan desembocado en el dos grandes afluentes: el río Murrumbidgee y sobre todo el río Darling. Aunque es el segundo río más largo de Australia, el río presenta un pequeño caudal para un río de esta importancia debido a las pocas precipitaciones que caen por las regiones que atraviesa y a la utilización de sus aguas para la agricultura y para abastecer a las ciudades que se encuentran a sus orillas.
El río Murray, muy presente en la mitología de los aborígenes australianos (que lo llamaban Millewa), fue explorado a lo largo de la primera mitad del siglo XIX por los europeos instalados en el país, y desempeñó más tarde un importante papel en Australia gracias a ser navegable por los barcos de vapor y a permitir el desarrollo de las actividades agrícolas. Su fauna y flora endémicas ofrecen un patrimonio rico y natural, amenazado en la actualidad por la introducción de especies invasoras y por la sobreexplotación de sus aguas.
En 2010, el sistema del río Murray recibió el 58 por ciento de su caudal natural; la cifra varía considerablemente.
La frontera entre Victoria y Nueva Gales del Sur (NSW) se encuentra a lo largo de la parte superior de la orilla sur o izquierda del
el río Murray.

## Etimología
El río lleva el nombre del Secretario de Estado para las Colonias, sir George Murray, que ostentaba el cargo en el momento en el que lo descubrieron los europeos. El nombre fue elegido por el explorador Charles Sturt.

## Geografía

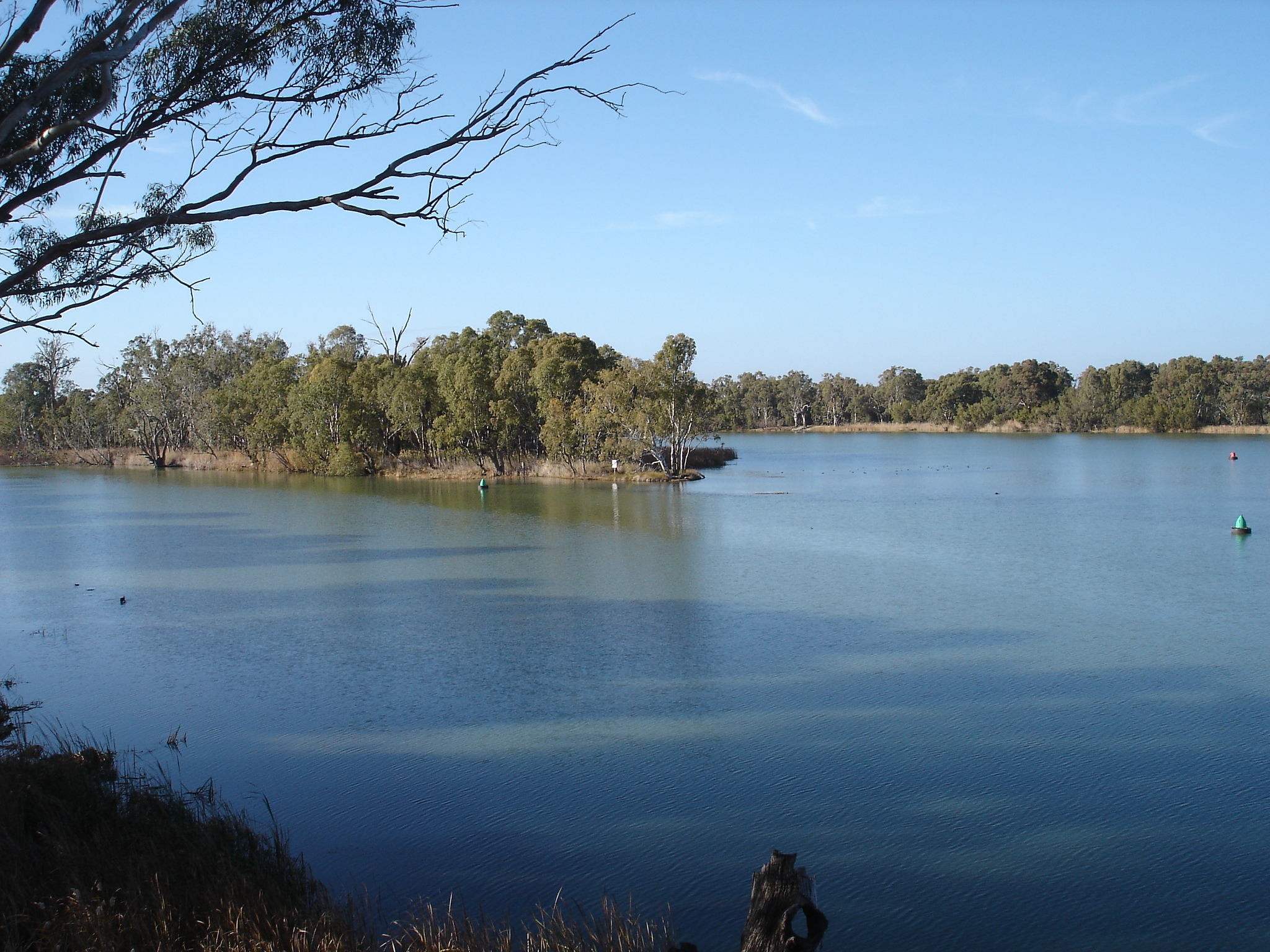
La confluencia del Murray y su principal afluente, el río Darling, aquí en primer término, en Wentworth.

Con una longitud de  2375 kilómetros, el río Murray nace en Forest Hill, a cuarenta kilómetros al sur del monte Kosciuszko en los Alpes australianos, a 1800 m s. n. m. (metros sobre el nivel del mar) y discurre por la vertiente occidental de la cadena montañosa más alta del país. Después atraviesa las planicies interiores, donde forma numerosos meandros, formando la frontera entre los estados de Victoria y de Nueva Gales del Sur. Más tarde, primero se dirige hacia el noroeste pero después gira hacia el sur (poco después de que el Darling desemboque en él) para atravesar en sus últimos 500 kilómetros el estado de Australia Meridional. En su desembocadura, el río Murray atraviesa el Lago Alexandrina, cerca de la laguna Coorong, antes de desaguar definitivamente con el océano Índico (el océano Austral para los australianos) cerca de Goolwa.
El río Murray forma parte del sistema fluvial Murray-Darling, que tiene una longitud de 3672 km, y que baña diversas zonas de los estados de Victoria, de Nueva Gales del Sur y del sur de Queensland. La cuenca hidrográfica de este sistema comprende un total de 1 061 469 km², lo que tan solo representa el 14 % del territorio australiano. El río Murray cuenta dos afluentes principales que desembocan en su vertiente derecha: el río Darling, que tiene 2854 km (si se incluyen sus fuentes, los ríos Condamine/Balonne/Culgoa) y desagua cerca de Wentworth, y el río Murrumbidgee, de 1485 km y desagua cerca de Robinvale. También recibe aguas de algunos afluentes de menor longitud que desembocan en la vertiente izquierda: el río Mitta Mitta (160 km), el río Kiewa (100 km) y sobre todo el río Goulburn (654 km).
El río Murray forma la frontera natural que separa los estados de Victoria y Nueva Gales del Sur. Normalmente se admite que la frontera se materializa en las zonas cercanas a la orilla sur del río (es decir, el río discurre totalmente por el estado de Nueva Gales del Sur). Esta definición de la frontera entre ambos estados aun así sigue planteando problemas dado que el curso del río se ha ido modificando ligeramente desde que la frontera se fijó en 1851.
Al oeste del meridiano 141, el Murray separa durante 3,6 km el sur del estado de Victoria y el norte de Australia Meridional. La explicación es la siguiente: el rey Guillermo IV del Reino Unido decretó en 1836, mediante un decreto imperial que llevaba a la creación del estado, que la frontera oriental de Australia Meridional sería el meridiano 141. Pero en respuesta a errores de medida, los geómetras de la época (Tyers, Wade y White) que trabajaban al sur del río, desplazaron los límites de la frontera desde el meridiano 141 hasta 3,6 kilómetros más al oeste que en un principio. La frontera que separa Victoria de Australia Meridional no está alineada por lo tanto con la de Nueva Gales del Sur y Australia Meridional. De hecho, el río Murray el que hace de frontera entre ambos estados durante casi de 3,6 kilómetros. Este asunto enfrentó a Victoria y a Australia Meridional durante muchos años y solo consiguió que se zanjara mediante una apelación presentada en 1914 al Consejo Privado del Reino Unido que decidió mantener el primer trazado, imponiendo el pago de una indemnización de 215 000 libras esterlinas que debiera pagar Victoria a Australia Meridional.
Después de discurrir por esa zona, el río se adentra totalmente dentro del estado de Australia Meridional.

## Hidrología

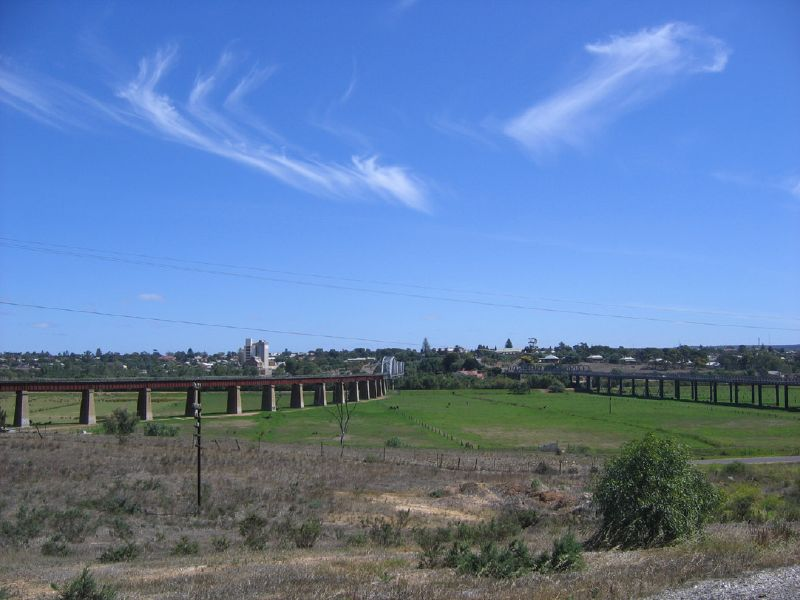
Puentes de ferrocarril (a la izquierda) y de vehículos (a la derecha) en la zona de Murray Bridge, en Australia Meridional cerca de la desembocadura del río.

El río Murray cuenta con un caudal de agua muy pequeño, en comparación con otros ríos de importancia comparable, siendo además este caudal muy irregular a lo largo del año. Su caudal medio es de alrededor de 450 m³/s, después de que el Darling desemboque en él cerca de Wentworth (con un caudal específico de 0,4 L/s/km², frente a los 6 L/s/km² del río Obi o los 30 L/s/km² del Amazonas). La cifra que se da en el artículo de la Enciclopedia Britannica sobre el río Murray, de 0,89 m³/s, corresponde al caudal —casi inexistente— del Murray en su desembocadura. Teniendo que hacer frente a fuertes evaporaciones, a tomas de agua para actividades agrícolas y al suministro de la ciudad de Adelaida, el río aporta muy poca agua dulce al océano. Esta alarmante situación está conduciendo al enarenamiento del estuario, a la sanilización de los lagos situados en el interior del mismo y a la perturbación de ecosistemas de por sí frágiles. Desde que hay registros de mediciones, ya ha sucedido en 2 o 3 ocasiones que el cauce del río ha quedado totalmente seco en períodos de sequías extremas.
El régimen hidrológico del Murray, que es de tipo pluvial (ya que la aportación que realizan las nieves de los Alpes Australianos es demasiado débil para tener una incidencia real sobre el régimen general), es muy complejo debido a que atraviesa diferentes zonas climáticas. No obstante se impone una constante: las precipitaciones se van reduciendo progresivamente desde el punto en el que nace el río hasta su desembocadura. A partir de Echuca, a la misma longitud que Melbourne pero 180 kilómetros más al norte, la altura del río baja por debajo de los 400 milímetros, lo que hace penetrar al río en una zona semiárida y más tarde, poco antes su confluencia con el Darling, la isoyeta del río Murray baja de los 300 milímetros para no superar estos niveles hasta prácticamente su desembocadura. Además de esta reducción de las precipitaciones, la evaporación aumenta y sobrepasa ampliamente las aportaciones dadas por las precipitaciones durante las regiones atravesadas.

### Afluentes principales
Los principales afluentes del Murray son los siguientes ríos:
- río Mitta Mitta, de 160 km;
- río Kiewa, de 100 km;
- río Murrumbidgee, de 1486 km;
- río Goulburn, de 654 km;
- río Darling, de 2854 km.

### Ciudades y localidades
- Corryong
- Albury-Wodonga
- Echuca
- Moama
- Swan Hill
- Mildura
- Tailem Bend
- Renmark
- Murray Bridge
- Goolwa
- Sídney

## Almacenamiento de agua y regadío

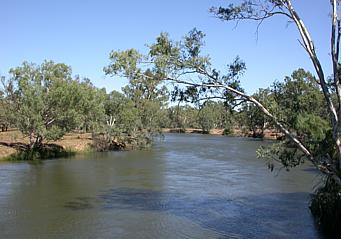
Un brazo del Murray en su curso medio, cerca de Howlong

Las plantas de bombeo a pequeña escala empezaron a extraer agua del Murray en la década de 1850 y la primera planta de gran volumen se construyó en Mildura en 1887. La introducción de estaciones de bombeo a lo largo del río promovió una expansión de la agricultura y condujo, en última instancia, al desarrollo de zonas de regadío (incluida la zona de regadío del Murrumbidgee).
En 1915, los tres estados del Murray -Nueva Gales del Sur, Victoria y Australia Meridional- firmaron el Acuerdo del río Murray, que proponía la construcción de embalses de almacenamiento en la cabecera del río, así como en el lago Victoria, cerca de la frontera con Australia Meridional. En el tramo intermedio del río se construyeron una serie de esclusas y presas. En un principio se propusieron para mantener la navegación incluso en épocas de estiaje, pero el transporte fluvial ya estaba disminuyendo debido a la mejora de los sistemas de autopistas y ferrocarril.
La alteración del caudal natural del río, la escorrentía procedente de la agricultura y la introducción de especies nocivas como la carpa europea han provocado graves daños medioambientales a lo largo del río. Existe la preocupación generalizada de que el río sea inusualmente salado a medio y largo plazo, un grave problema dado que el Murray suministra el 40% del agua de Adelaida. Los esfuerzos por paliar los problemas han proseguido, pero el desacuerdo entre varios grupos ha obstaculizado los avances.
Las especies de peces introducidas, como carpa, gambusia, locha de clima, perca de aleta roja, trucha común y trucha arcoiris, también han tenido graves efectos negativos sobre los peces autóctonos. Las más perniciosas son las carpas, que han contribuido a la degradación ambiental del Murray y sus afluentes al destruir las plantas acuáticas y elevar permanentemente la turbidez. La carpa es la especie más común, y puede encontrarse en todos los segmentos del río.

### Reservorios
A lo largo del Murray se construyeron cuatro grandes embalses. Además del lago Victoria (terminado a finales de la década de 1920), son el lago Hume cerca de Albury-Wodonga (terminado en 1936), el lago Mulwala en Yarrawonga (terminado en 1939) y el lago Dartmouth, que en realidad está en el río Mitta Mitta aguas arriba del lago Hume (terminado en 1979). El Murray también recibe agua del complejo sistema de presas y tuberías del Snowy Mountains Scheme. En la década de 1960 se propuso un embalse adicional en Chowilla Dam, que iba a construirse en Australia Meridional y habría inundado tierras situadas principalmente en Victoria y Nueva Gales del Sur. Se canceló en favor de la construcción de la presa de Dartmouth debido a los costes y a la preocupación por el aumento de la salinidad.

### Barragas

Localizaciones de los diques en la desembocadura del Murray

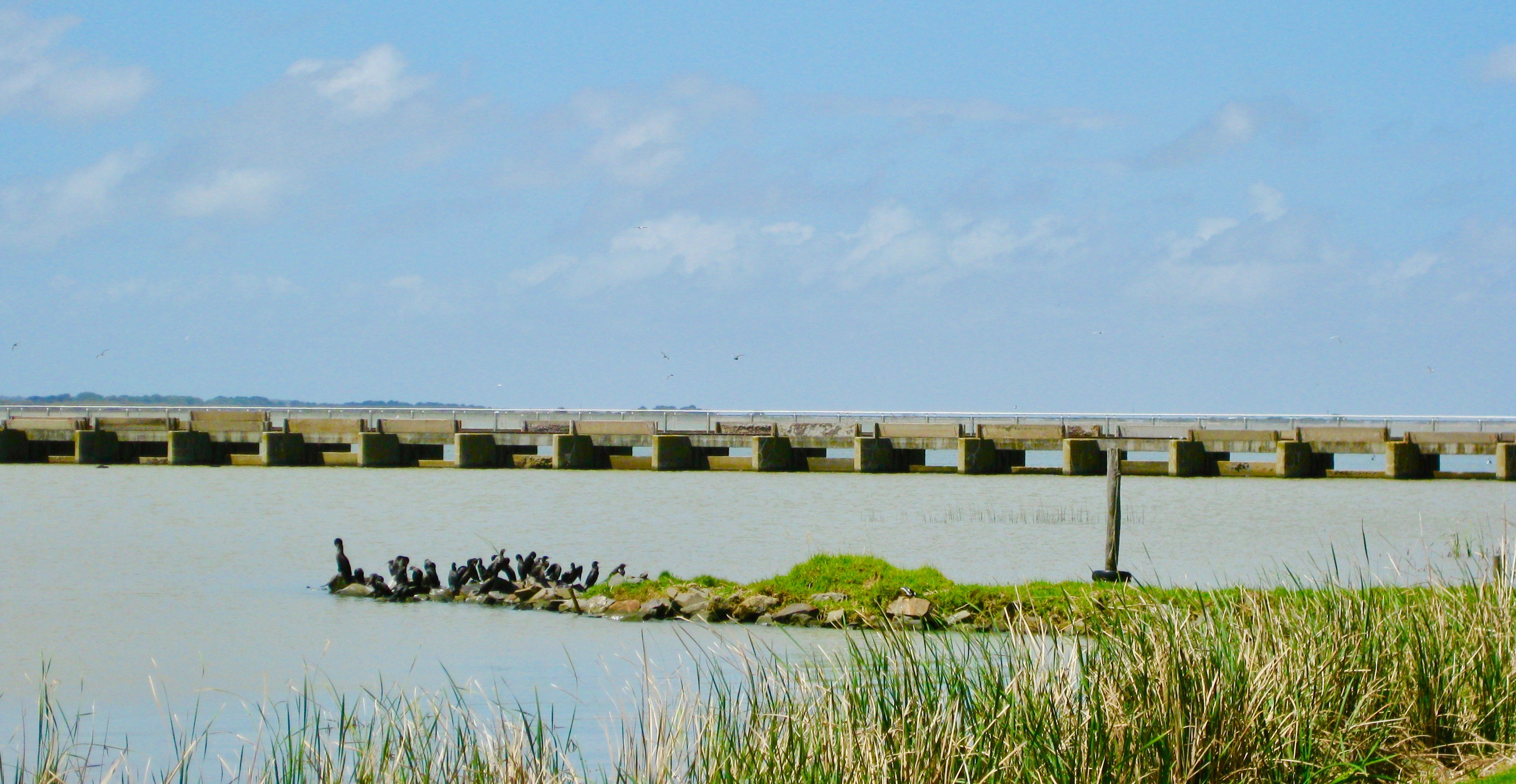
Presas de Goolwa vista desde el lado de agua dulce

De 1935 a 1940 se construyeron una serie de presas cerca de la desembocadura del Murray para impedir la entrada de agua de mar en la parte baja del río durante los periodos de bajo caudal. Se trata de Goolwa Barrage, con una longitud de 632 metros (691,2 yd); Mundoo Channel Barragel 800 metros (874,9 yd); Boundary Creek Barragel 243 metros (265,7 yd); Ewe Island Barrage, 853 metros (932,9 yd); y Tauwitchere Barrage, 3,6 kilómetros (2,2 mi).

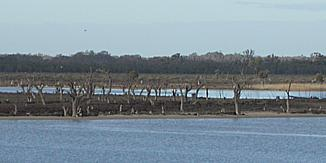
Eucaliptos rojos muertos y moribundos en el bajo Murray, cerca de Berri, Australia Meridional

Estas presas invirtieron los patrones del caudal natural del río, desde la crecida original de invierno-primavera y la sequía de verano-otoño hasta el nivel bajo actual durante el invierno y más alto durante el verano. Estos cambios garantizaron la disponibilidad de agua para el regadío y convirtieron el valle del Murray en la región agrícola más productiva de Australia, pero han alterado gravemente los ciclos vitales de muchos ecosistemas tanto dentro como fuera del río, y el regadío ha provocado salinidad de las tierras secas que ahora amenaza a las industrias agrícolas.
En 2006, el Gobierno de Australia Meridional dio a conocer un plan para investigar la construcción del polémico Azud de Wellington.

### Esclusas
La esclusa 1 se terminó cerca de Blanchetown en 1922. La presa de Torrumbarry aguas abajo de Echuca comenzó a funcionar en diciembre de 1923. De las varias esclusas que se propusieron, sólo se terminaron trece; las esclusas 1 a 11 en el tramo aguas abajo de Mildura, la esclusa 15 en Euston y la esclusa 26 en Torrumbarry. La construcción de las presas restantes con fines exclusivamente de navegación se abandonó en 1934. La última esclusa en terminarse fue la 15, en 1937. La esclusa 11, justo aguas abajo de Mildura, crea una 100 kilómetros (62,1 mi) larga piscina de esclusas que ayudaba al bombeo de riego desde Mildura y Red Cliffs.
Cada esclusa tiene al lado un paso navegable a través de la presa, que se abre durante los periodos de caudal alto del río, cuando hay demasiada agua para la esclusa. Los diques pueden retirarse por completo y las esclusas quedar totalmente cubiertas por el agua durante las crecidas. La esclusa 11 es única, ya que se construyó en el interior de un recodo del río, con la presa en el propio recodo. Se excavó un canal hasta la esclusa, creando una isla entre ésta y la presa. La presa también tiene un diseño diferente, ya que se arrastra fuera del río durante las crecidas, en lugar de elevarse.

## Mitología
Al ser uno de los principales sistemas fluviales de uno de los continentes más secos de la Tierra, el Murray tiene una gran importancia cultural para los aborígenes australianos. Según los habitantes del Lago Alexandrina, el Murray fue creado por las huellas del Gran Antepasado, Ngurunderi, mientras perseguía a Pondi, el Bacalao del Murray. La persecución se originó en el interior de Nueva Gales del Sur. Ngurunderi perseguía al pez (que, como muchos animales tótem de los mitos aborígenes, suele ser representado como un hombre) en balsas (o lala) hechas de encía roja y lanzaba lanzas continuamente contra su objetivo. Pero Pondi era una presa astuta y trazó un camino entretejido, tallando los diversos afluentes del río. Ngurunderi se vio obligado a varar sus balsas, y a menudo a crear otras nuevas a medida que cambiaba de tramo en tramo del río.
En Kobathatang, Ngurunderi finalmente tuvo suerte y golpeó a Pondi en la cola con un arpón. Sin embargo, el golpe que recibió el pez fue tan grande que lo lanzó hacia adelante en línea recta hasta un lugar llamado Peindjalang, cerca de Tailem Bend. Ansioso por rectificar su fracaso a la hora de atrapar a su presa, el cazador y sus dos esposas (a veces las esposas hermanas huidas de Waku y Kanu) se apresuraron y tomaron posiciones en lo alto del acantilado sobre el que ahora se alza Tailem Bend. Tendieron una emboscada a Pondi, pero volvieron a fracasar. Ngurunderi salió de nuevo en su persecución, pero perdió a su presa cuando Pondi se zambulló en el lago Alejandrina. Ngurunderi y las mujeres se asentaron en la orilla, pero tuvieron mala suerte con la pesca, acosados por un demonio acuático conocido como Muldjewangk. Más tarde se trasladaron a un lugar más adecuado, en el emplazamiento de la actual Ashville. Se dice que las cumbres gemelas del monte Misery son los restos de sus balsas; se las conoce como Lalangengall o las dos embarcaciones.
Esta historia de un cazador que persigue a un bacalao que esculpió el Murray persiste en numerosas formas en varios grupos lingüísticos que habitan la enorme distancia que abarca el sistema del Murray. Los wotojobaluk de Victoria hablan de Totyerguil, de la zona conocida actualmente como Swan Hill, que se quedó sin lanzas mientras perseguía al bacalao Otchtout.